# Jamal Abou Samhadana
Jamal Abou Samhadana (8 février 1963 – 8 juin 2006) est un homme politique palestinien fondateur du Comité de résistance populaire, et un ancien membre du Fatah et de sa faction armée Tanzim. Numéro deux sur la liste des terroristes recherchés d'Israël, il a été assassiné par l'armée israélienne le 8 juin 2006.

## Biographie
Jamal Abou Samhadana est né le 8 février 1963 à Rafah dans la Bande de Gaza. 
D'abord membre du Fatah, il crée le Comité de résistance populaire en 2000, un rassemblement d'organisations palestiniennes considérées comme terroristes par Israël et les États-Unis.
En décembre 2004, il survit à une tentative d'assassinat par un missile israélien dans la bande de Gaza.
Le 26 janvier 2006, le Hamas, membre du Comité de résistance populaire, remporte les élections législatives palestiniennes avec 56 % des suffrages. En mars, Ismaël Haniyeh, nouveau Premier ministre, nomme dans son gouvernement Saïd Seyam en tant que ministre de l'Intérieur. Celui-ci nomme le 20 avril Jamal Abou Samhadana chef de la sécurité du gouvernement palestinien. 
Le 8 juin 2006, il est tué par un raid israélien avec trois autres membres du Comité de résistance populaire.